# Rifugio Carate Brianza
Das Rifugio Carate Brianza (meist nur Rifugio Carate, deutsch auch Caratehütte) ist eine alpine Schutzhütte in der italienischen Region Lombardei in den Bernina-Alpen. Sie gehört der Sektion Carate Brianza des CAI und wird von Mitte Juni bis Mitte September bewirtschaftet. Sie bietet 24 Bergsteigern Schlafplätze und verfügt über einen Winterraum mit 8 Betten.

## Lage
Die Schutzhütte liegt im oberen Valmalenco etwas unterhalb der Bocchetta delle Forbici auf 2636 m s.l.m. im Gemeindegebiet von Lanzada.

## Geschichte
1916 wurde während des Ersten Weltkrieges an der Stelle, an der sich das Rifugio befindet, von den Alpini ein Depot für das in der Nähe liegende Capanna Marinelli errichtet. 1926 wurde die einfache Lagerhütte von der Gemeinde Torre di Santa Maria an den Alpenverein Unione Escursionisti Caratesi abgegeben, die sie ausbauten und 1927 als Schutzhütte eröffneten. 1934 trat die Unione Escursionisti Caratesi als Sektion Carate Brianza dem CAI bei, damit ging auch das Rifugio Carate Brianza in den Besitz des CAI über. Zwischen 2016 und 2017 wurde das Rifugio vollständig renoviert und mit einem Winterraum für acht Personen ausgestattet.

## Zugänge und Übergänge
- Von Campo Moro (1960 m s.l.m.) ⊙ in ca. 2½ Stunden
- Zum Rifugio Marinelli Bombardieri (2813 m s.l.m.) in ca. 45 Minuten
- Zum Rifugio Roberto Bignami (2401 m s.l.m.) ⊙